# Oskorri
Oskorri és un grup de música tradicional basc amb més de 35 anys d'història. El seu primer disc, de 1976, és un homenatge als poemes de Gabriel Aresti. Combinen la música vocal amb la instrumental i l'ús d'instruments moderns amb tradicionals.

## Components
Al llarg de la seva dilatada història han passat per les seves files fins a 19 components. La banda actual està formada per:
- Natxo de Felipe: percussió, guitarra i veus.
- Antón Latxa: guitarra acústica i veus.
- Bixente Martínez: guitarra elèctrica, mandolina.
- Xabier Zeberio: violí i veus.
- Gorka Euskaurazia: baix elèctric.
- Iñigo Egia: percussió.
- Josu Salbide: alboka, xirula, gaita.
- Iker Goenaga: Trikitixa

## Discografia
- 1976: "Gabriel Arestiren Omenez"
- 1977: "Mosen Bernat Etxepare"
- 1979: "Oskorri"
- 1980: "Plazarik plaza"
- 1981: "Natxo de Felipe eta Oskorri sortu zen"
- 1982: "Adio Kattalina"
- 1984: "Alemanian euskaraz"
- 1984: "Hau hermosurie"
- 1986: "In fraganti"
- 1987: "Hamabost urte eta gero hau"
- 1989: "Datorrena datorrela"
- 1991: "Hi ere dantzari"
- 1992: "13"
- 1992: "Landalan".
- 1996: "25 kantu-urte"
- 2000: "Ura"
- 2001: "Vizcayatik... Bizkaiara"
- 2003: "Desertore"
- 2006: "The pub Ibiltaria"